# Homosura braunsi
Homosura braunsi är en insektsart som beskrevs av Melichar 1912. Homosura braunsi ingår i släktet Homosura och familjen sporrstritar. Inga underarter finns listade i Catalogue of Life.